# Bastió de Theresia
El bastió de Theresia (en romanès: Bastionul Theresia), que rep el nom de l'emperadriu austríaca Maria Teresa, és la peça més gran conservada de muralla de la fortalesa austríaco-hongaresa de Timișoara. Ocupa unes 1,7 hectàrees del centre de la ciutat. Va ser construït entre 1732 i 1734. Avui s'utilitza com a passatge, però també acull espais comercials, restaurants, bars, una discoteca i una biblioteca, i dues exposicions permanents del Museu del Banat, la Tecnologia de la Informació i la Comunicació "Violí – una passió per la vida", i la Vila Museu Etnogràfic. El bastió està inclòs a la llista de monuments històrics del comtat de Timiș amb el codi de classificació TM-II-mA-06103.03.

## Història

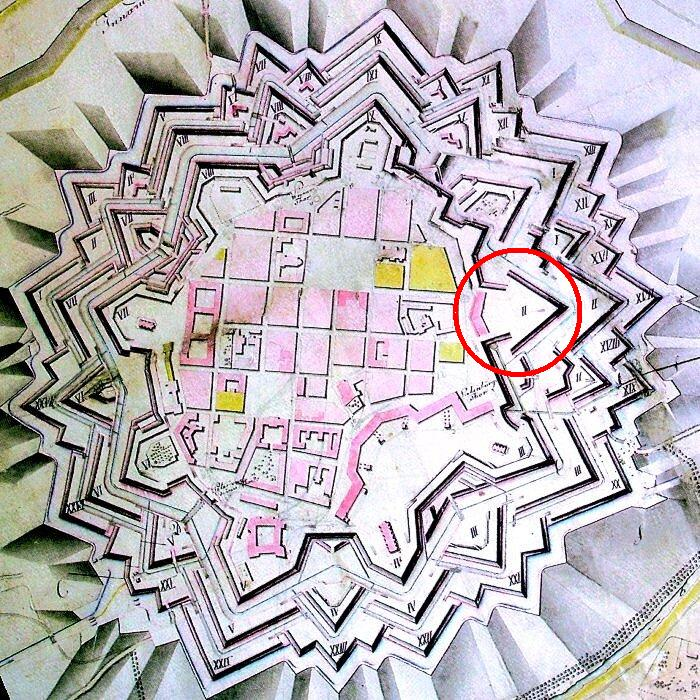
Posició del bastió Theresia de la fortalesa de Timișoara

Després de la conquesta de Timișoara pels Habsburg el 1716, es va adonar que les antigues fortificacions no podien fer front a les noves tècniques de lluita, per això es va decidir reconstruir tota la ciutat a l'estil pagan (una fortalesa-fortuna de forma estel·lar). Tenia una àrea més gran que la fortalesa medieval otomana. La ciutat estava envoltada per tres cinturons estel·lars que es podien omplir d'aigua. L'accés es feia per tres portes: de Viena, Petrovaradin i Transsilvània (completament enderrocada el 1891). Els nou bastions de la fortalesa van rebre el nom de reis i reines o generals. A la segona meitat del segle xix, la majoria de les muralles de la ciutat van ser enderrocades per donar lloc a la ciutat en ràpida expansió.